# 장미 문신
《장미 문신》(The Rose Tattoo)은 미국에서 제작된 다니엘 만 감독의 1955년 영화이다. 동명의 테네시 윌리엄스의 연극을 각색한 것이다. 안나 마냐니 등이 주연으로 출연하였고 할 B. 월리스 등이 제작에 참여하였다.

## 출연

### 주연
- 안나 마냐니
- 버트 랭카스터

### 조연
- 마리사 파밴
- 벤 쿠퍼
- 버지니아 그레이
- 조 반 플리트
- 산드로 지글리오
- 미미 아거글리아
- 플로렌스 선드스트롬

## 기타
- 원작자: 테네시 윌리엄스
- 미술: 탐비 라슨
- 미술: 헐 페레이라
- 의상: 에디스 헤드